# Stiftslätskinn
Stiftslätskinn (Leptosporomyces mundus) är en svampart som först beskrevs av H.S. Jacks. & Dearden, och fick sitt nu gällande namn av Jülich 1972. Stiftslätskinn ingår i släktet Leptosporomyces och familjen Atheliaceae.  Arten är reproducerande i Sverige. Inga underarter finns listade i Catalogue of Life.